# يا يون هو
يا يون هو (بالكورية: 오연호)‏‏ (1964 - ) صحفي، وشخصية أعمال من كوريا الجنوبية.